# Haslev
Haslev je dánské město v municipalitě Faxe na jihu dánského ostrova Sjælland. Leží 60 kilometrů od Kodaně a žije v něm 11 973 obyvatel (1. ledna 2020). Nedaleko Haslevu jsou statky a hrady Gisselfeld a Bregentved.

## Dějiny
Haslev původně byla jen vesnice s pár domy kolem kostela, původně se jmenovala Hasle. Název se později změnil na Haslev, aby se odlišil od jiných obcí stejného jména. Roku 1870 se zde slavnostně otevřela železnice. V tomto období zde žilo jen 653 obyvatel. Ulice Jernbanegade byla vydlážděna, aby propojila kostel a vlakovou stanici, a tím se stala hlavní ulicí města, kde vznikly obchody, banky atd. V roce 1911 dosáhlo město 3668 obyvatel. V 80. letech 20. století bylo v Haslevu vybudováno nové náměstí.
Ve 20. století Haslev rychle rostl a stal se centrem luteránské Církevní asociace pro vnitřní misii Dánska. Tato asociace započala stavbu lidové univerzity a střední školy. V 70. a 80. letech 20. století se tyto školy staly na asociaci nezávislými. Od počátkem 70. let 20. století podnikatel Ole Christiansen financoval stavbu nové čtvrti s rodinnými domy a malými zahrádkami s nízkou cenou. To povzbudilo hodně rodin, aby se přestěhovaly do Haslevu.
Jens Christian Skou, nositel Nobelovy ceny za chemii, studoval na haslevském gymnáziu. Roku 1997 získal Nobelovu cenu za objevení sodno-draselné pumpy.
Před rokem 1. lednem 2007, bylo město Haslev samostatné, poté bylo v rámci reformy obcí začleněno do municipality Faxe.

## Známé osoby

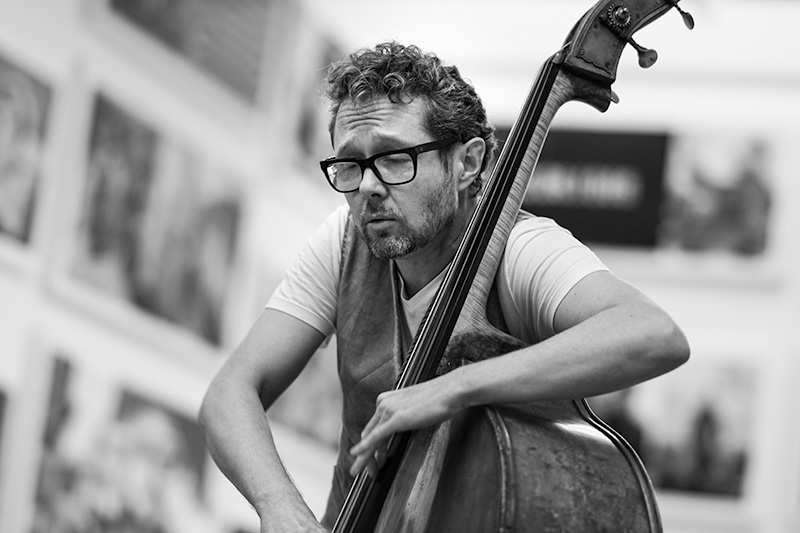
Jesper Bodilsen, 2017

- Carl Emil Moltke (1773 Bregentved – 1858), dánský diplomat a vlastník půdy
- Emilie Ulrichová (1872 Frerslev – 1952), dánská sopranistka, která zpívala hlavní role v Královské dánské opeře 1894–1917
- Marianne Christiansenová (* 1963 Haslev) je luteránská biskupka v diecézi Haderslev
- Jesper Bodilsen (* 1970 Haslev), dánský jazzový kontrabasista
- Anders Egholm (* 1983 Haslev), dánský profesionální fotbalový obránce
- Jonas Eika (* 1991), dánský spisovatel.